# Umberto Pelizzari
Umberto Pelizzari (Busto Arsizio, Lombardía, 28 de agosto de 1965) es un buzo de inmersión libre y apneísta italiano. 

## Apneísta
Comenzó a nadar desde los cinco años de edad. Para 1982 había participado en 11 temporadas de natación alcanzando un nivel profesional. En 1984 comenzó su trayectoria como apneísta. En 1988 obtuvo un récord mundial al permanecer sumergido bajo el agua sin movimiento durante un tiempo de 5 minutos y 33 segundos. Su marca fue superada por el francés Philippe Goasse, quien permaneció sumergido durante 5 minutos y 50 segundos. El 19 de mayo de 1990, Pelizzari respondió al francés estableciendo un nuevo récord con un tiempo de 6 minutos y 3 segundos.  
Obtuvo la licenciatura en Ciencias de la Información por la Universidad de Milán el 12 de julio de 1990. Cuatro meses más tarde, el 10 de noviembre, rompió el récord de inmersión libre en la modalidad de peso constante al descender a una profundidad de 65 m. Es entonces cuando comienza la rivalidad con Pipín Ferreras quien había establecido el récord previamente en los 62 m. 
El 9 de julio de 1991 volvió a establecer un récord de apnea estática al mantenerse sumergido durante 7 minutos, 2 segundos y 88 décimas, respondiendo al francés Michael Bader, quien le había arrebato del récord al permanecer sumergido durante 6 minutos y 40 segundos. No abandonó las competencias de profundidad, en octubre del mismo año, en Porto Azzurro, estableció tres récords mundiales: el día 2 rompió su propia marca en peso constante al descender a 67 m; el día 22 en la modalidad de peso variable se sumergió a 95 m de profundidad; y el día 26 en la modalidad sin límites descendió a 118 m superando las marcas de 92 y 115 m que había establecido Ferreras.
De 1992 a 1997 los récords mundiales en las modalidades de peso constante, peso variable y sin límites fueron rotos sucesiva y alternativamente por Pipín y Pelizzari.  El cubano Alessandro Ravelos se metió a la competencia sumergiéndose a 73 m en la modalidad de peso constante, pero su marca pronto fue superada por el italiano.  En 1999, Pelizzari volvió a convertirse en el plusmarquista de todas las modalidades, el 18 de octubre en Cabo de Portofino descendió a 80 m en la disciplina de peso constante, superando en 4 m el récord que había establecido Alejandro Ravelo; el 24 de octubre se sumergió a 150 m en la modalidad sin límites, su inmersión duró 2 min 57 s.  En 2001, en Capri descendió a 131 m en la modalidad de peso variable en un tiempo de 2 min 44 seg superando por 5 m el récord establecido previamente por Gianluca Genoni.   Ese mismo año ganó la medalla de oro en el Campeonato del Mundo de Apnea por Equipos participando con Davide Carrera y Gaspare Battaglia.

## Difusión
En 2000, junto con Pipín Ferreras, participó en la película Oceanmen producida por IMAX.  En 2001 fue coautor con  Stefano Tovalieri el primer manual ilustrado de apnea (Manual of Freediving: Underwater on a Single Breath). En 2005 ambos publicaron Curso de apnea. En 2008 publicó Profondamente y en 2010 fue coautor con Lisetta Landoni de  Respiration pour l'apnée: Du débutant à l'expert. Ha trabajado como articulista y reportero para programas de televisión. Fue fundador de una Academia de Apnea en Italia. Desde 2006 ha sido maestro en la Scuola Normale Superiore di Pisa.